# 銅元局駅
銅元局駅（どうげんきょく-えき）は、中華人民共和国重慶市南岸区に位置する重慶軌道交通3号線の駅である。駅番号は3/17。

## 駅構造
- 相対式ホーム2面2線を有する半地下、半高架駅。

## 駅周辺
- 菜園壩長江大橋
- 重慶遊楽園

## 歴史
- 2012年12月28日 - 開業。

## 隣の駅
重慶軌道交通
■3号線
工貿駅(3/16)  - 銅元局駅(3/17)  - 両路口駅(3/18)